# Viru-Nigula (obec)
Obec Viru-Nigula (estonsky Viru-Nigula vald) je samosprávná jednotka estonského kraje Lääne-Virumaa.

## Osídlení
V obci žije přibližně 5,5 tisíce obyvatel ve městě Kunda, městečkách Aseri a Viru-Nigula a vesnicích Aasukalda, Aseriaru, Iila, Kabeli, Kaliküla, Kalvi, Kanguristi, Kestla, Kiviküla, Koila, Koogu, Kunda, Kurna, Kutsala, Kuura, Kõrkküla, Kõrtsialuse, Letipea, Linnuse, Mahu, Malla, Marinu, Metsavälja, Nugeri, Ojaküla, Oru, Paasküla, Pada, Pada-Aruküla, Pikaristi, Pärna, Rannu, Samma, Selja, Siberi, Simunamäe, Toomika, Tüükri, Unukse, Varudi, Vasta, Villavere, Võrkla.

## Další informace
V obci se nachází největší doposud objevený bludný balvan v Estonsku - Bludný balvan Elhakivi.